# Ngimu
Ngimu ist ein Verwaltungsbezirk (englisch Ward) des Distrikts Singida (DC) in der tansanischen Region Singida.

## Geografie
Ngimu ist ein Bezirk im nördlichen Zentralteil von Tansania etwa 40 Kilometer östlich der Regionshauptstadt Singida. Bei der Volkszählung 2022 lebten 14.486 Menschen in 2747 Haushalten auf einer Fläche von 228 Quadratkilometern.
Der Bezirk grenzt im Osten an den Distrikt Hanang in der Region Manyara und sonst an drei Bezirke des Distrikts Singida (DC):
|       | Itaja                                       |        |
| Mgori | Kompassrose, die auf Nachbargemeinden zeigt | Hanang |
|       | Mughunga                                    |        |

## Gliederung
Der Bezirk besteht aus vier Gemeinden (swahili Mtaa) mit 27 Orten (Kitongoji):
| Ngimu - Mdukani - Ngimu - Songelaeli - Chui - Mkese - Misuna - Gairo | Mwighanji - Maswere - Maingasi - Ngaramtoni - Majengo Mapya - Nkungi - Kityura - Camp | Lamba - Lamba - Makungu - Mnkhonko - Mantaninga | Pohama - Pohama Kati - Pohama Juu - Nkuhi - Milade - Mughamo - Jengo - Mwachonja - Pohama Mrumba - Masiriva |

## Wirtschaft und Infrastruktur
- Forstwirtschaft: Die beiden Bezirke Mughunga hat Ngimu haben gemeinsam rund 95 Prozent der Waldreservate des Distrikts.[8]
- Landwirtschaft: Der Nutztierbestand umfasst 9600 Rinder, 5000 Ziegen, 1700 Schafe und 17.000 Hühner (Stand 2016).[8]
- Bildung: Im Bezirk gibt es zwei weiterführende Schulen.[9] Die Ngimu Secondary School[10] und Pohama Secondary School[11] sind staatliche Tagesschulen mit einer Ausbildung bis Stufe 4.
- Gesundheit: In den Gemeinden Ngimu und Lamba gibt es je eine staatliche Apotheke.[12][13]

## Sehenswürdigkeiten
In Ngimu wurden Felsmalereien gefunden.